# Обломовщина

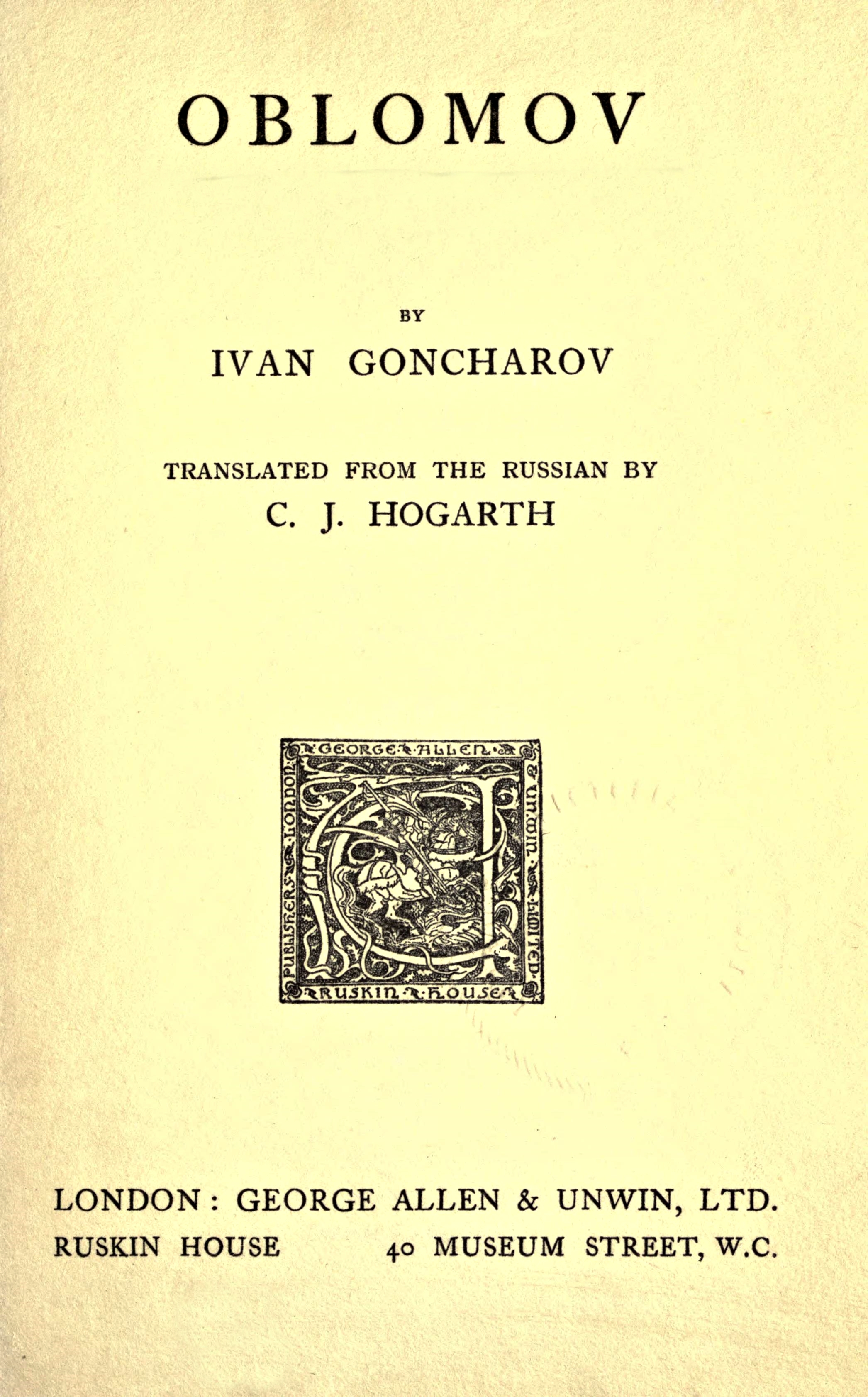
Обкладинка англомовного видання роману «Обломов», 1915 рік.

Обломовщина, по імені героя роману Івана Гончарова «Обломов» — загальне слово для позначення особистісного застою, рутини, апатії, і, зокрема, лінощів. Проте, лише лінню назвати це поняття не можна. Обломовщина також включає в себе схильність до споглядального, неквапливого способу мислення та м'якості душі. У зазначеному романі слово вперше вжив Андрій Штольц, а потім його повторював і сам Обломов, характеризуючи власний спосіб життя.
Цьому явищу присвячена критична стаття Миколи Олександровича Добролюбова " Що таке обломовщина? ", В якій публіцист висловив свої погляди на витоки обломовщини — вони, на його думку, криються в традиційному кріпосному укладі життя Росії в умовах до реформи Олександра II (до 1861 року).